# Agave titanota
Agave titanota är en sparrisväxtart som beskrevs av Howard Scott Gentry. Agave titanota ingår i släktet Agave och familjen sparrisväxter. Inga underarter finns listade i Catalogue of Life.

## Bildgalleri

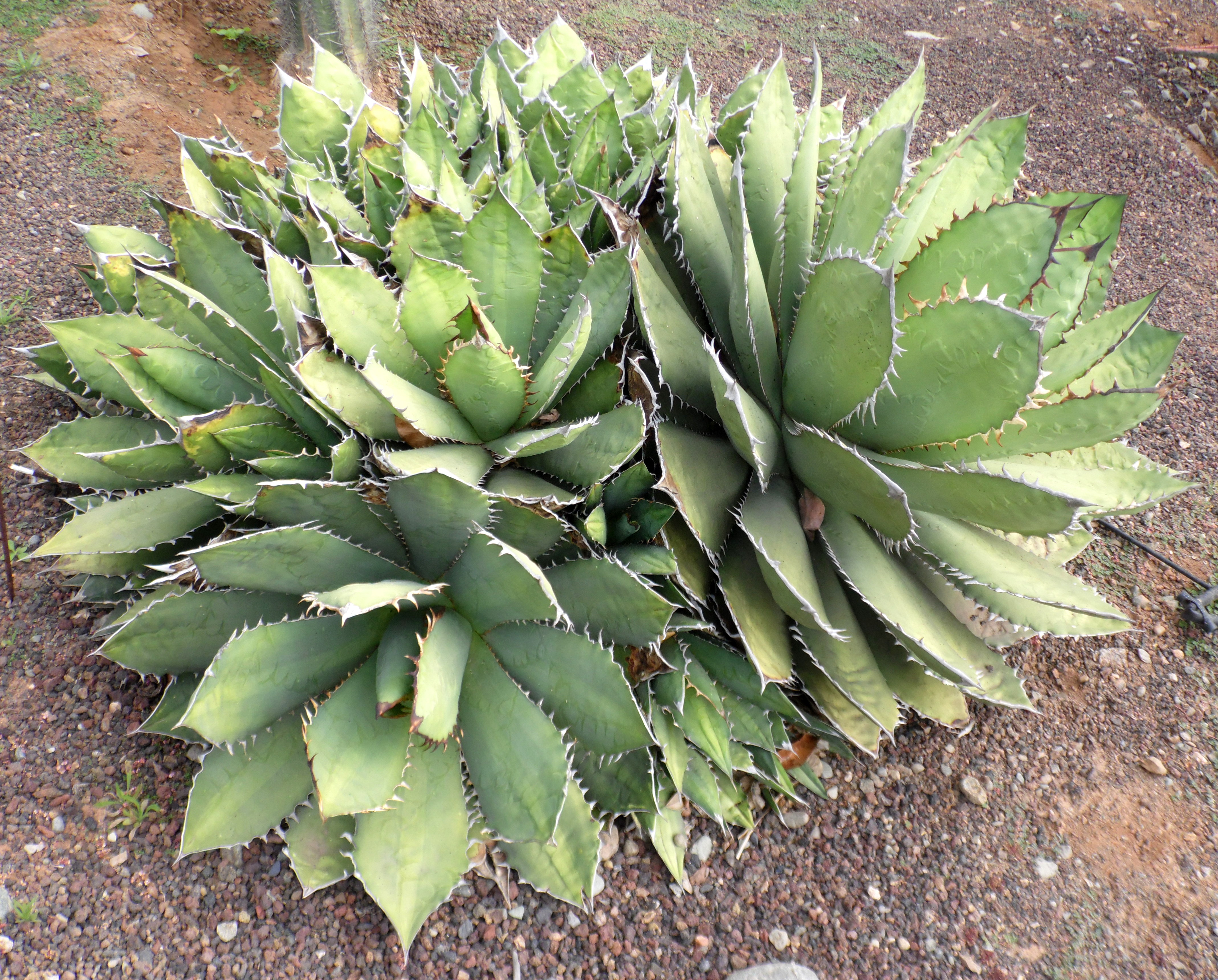